# Cocina en miniatura

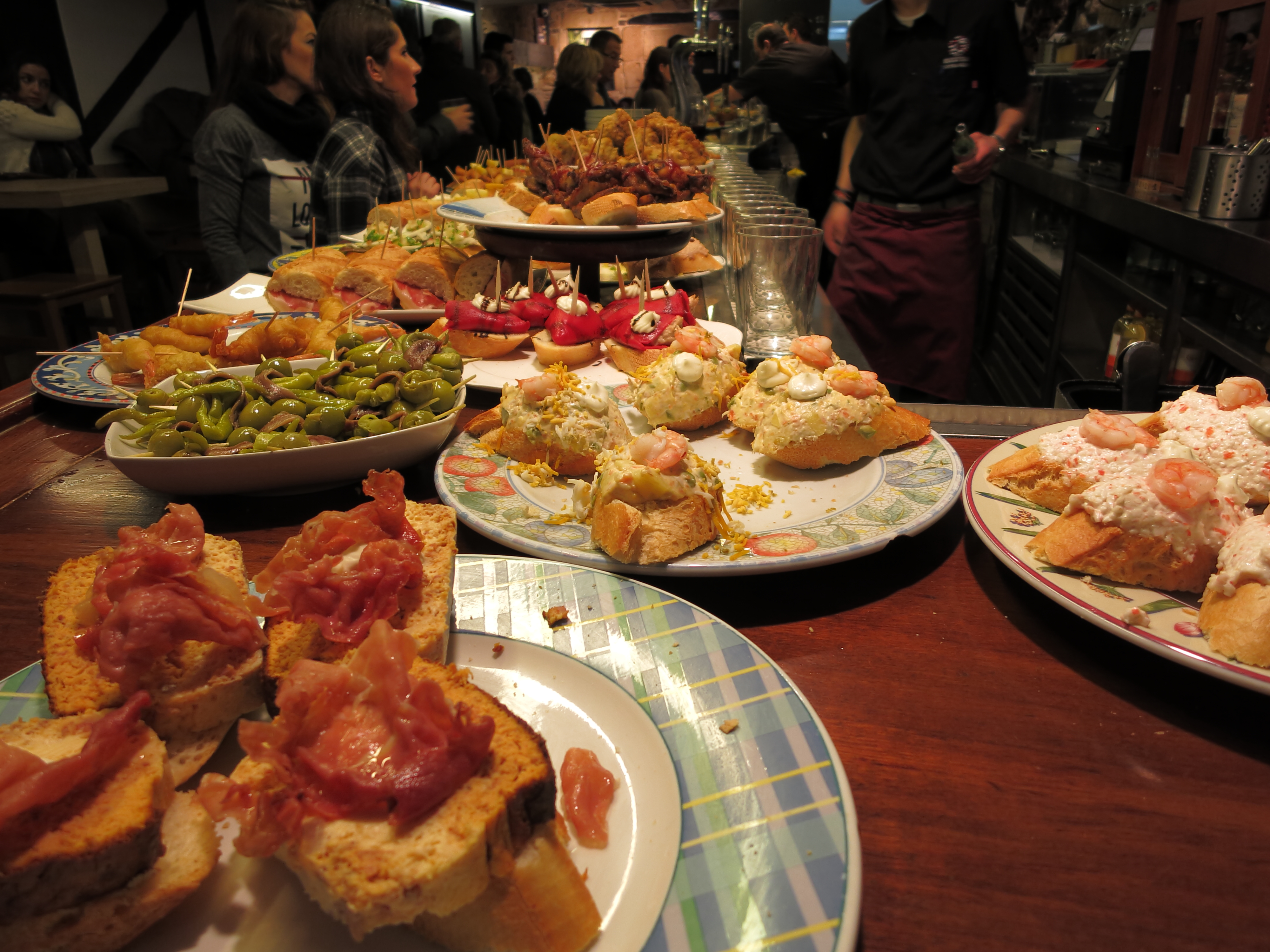
Los tradicionales Pinchos.

Cocina en miniatura es la que hace referencia, principalmente, a los tradicionales pinchos, banderillas, tapas, antojitos, montaditos, etcétera, pero desde una perspectiva de la alta cocina.

## Origen y evolución de la cocina en miniatura
El origen de la cocina en miniatura se halla en la costumbre del chiquiteo, hasta hace pocos años una tradición casi exclusivamente masculina. Los bocados se tomaban más para preparar el estómago para recibir el vino que por el propio placer de la tapa. En los últimos años, las mujeres han formado las suyas propias, con menos alcohol y una mejor gastronomía.
En este camino hacia la cocina en miniatura, una parte vino del recetario tradicional de banderillas y pinchos. Ahora, en muchas barras de bares, la oferta ha mejorado en calidad y estética, uniéndose a las nuevas tendencias gastronómicas cada vez más exigentes y variadas. En muchos casos, estas pequeñas versiones de la alta cocina son comparables a las de los grandes restaurantes y están presentes en eventos culturales de primer orden. Incluso ya se imparte formación específica sobre cocina en miniatura.

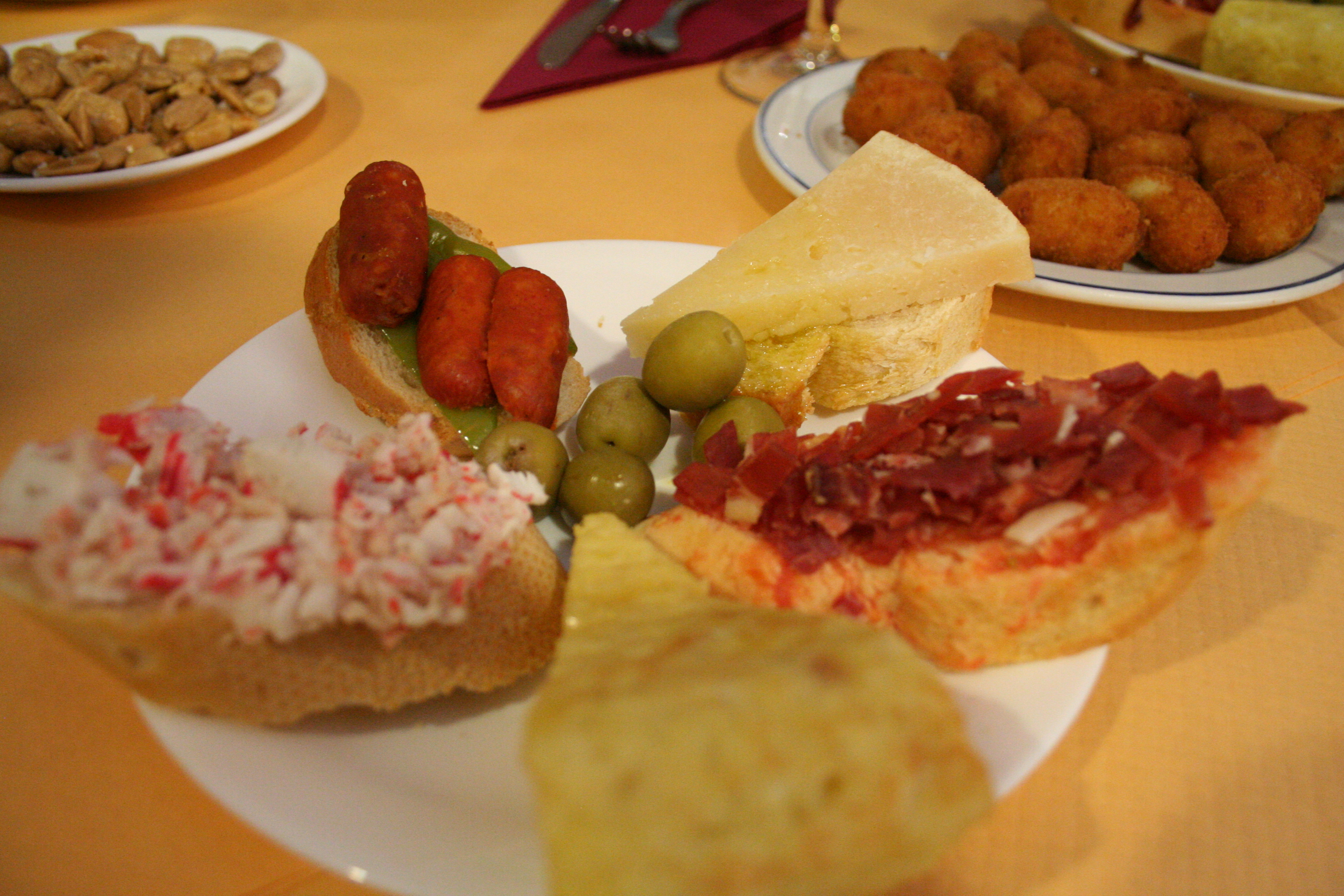
Surtido de tapas en Martos, Jaén

## Premios y certámenes temáticos
Entre otros:
- Campeonato de España a la Mejor Barra de Pinchos y Tapas.[3]
- 2006 Mejor Bar de pinchos de España, otorgado por la revista Gourmet.[4]

- 2005 VII Campeonato de Pinchos de San Sebastián.[5]
- Campeonato de Pinchos de San Sebastián.
- Campeonato de Guipúzcoa de pinchos.
- Concurso Nacional de Pinchos de Valladolid.[6]
- Campeonato de Euskal Herria de Pintxos[7]

## Ferias especializadas
- Feria Mundial de la Cocina en Miniatura, que se celebra en el Palacio Miramar de San Sebastián, País Vasco (España).[8]

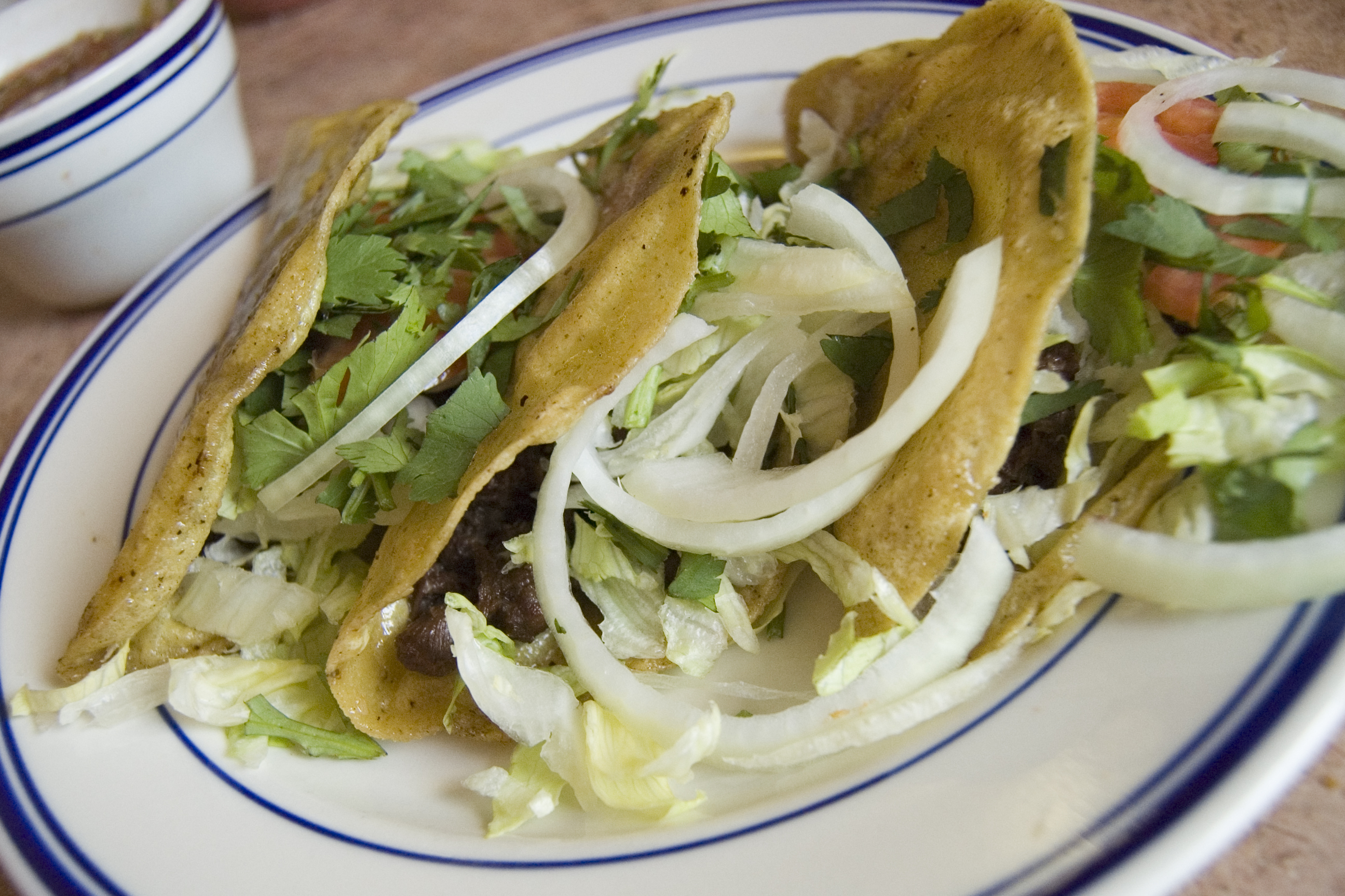
Los tacos son los antojitos más famosos. Les siguen de cerca los tamales y las quesadillas.

## Cocineros especializados en cocina en miniatura
Entre otros:
- José Ramón Elizondo
- Paco Roncero